# Schwarzer Rüsselkäfer

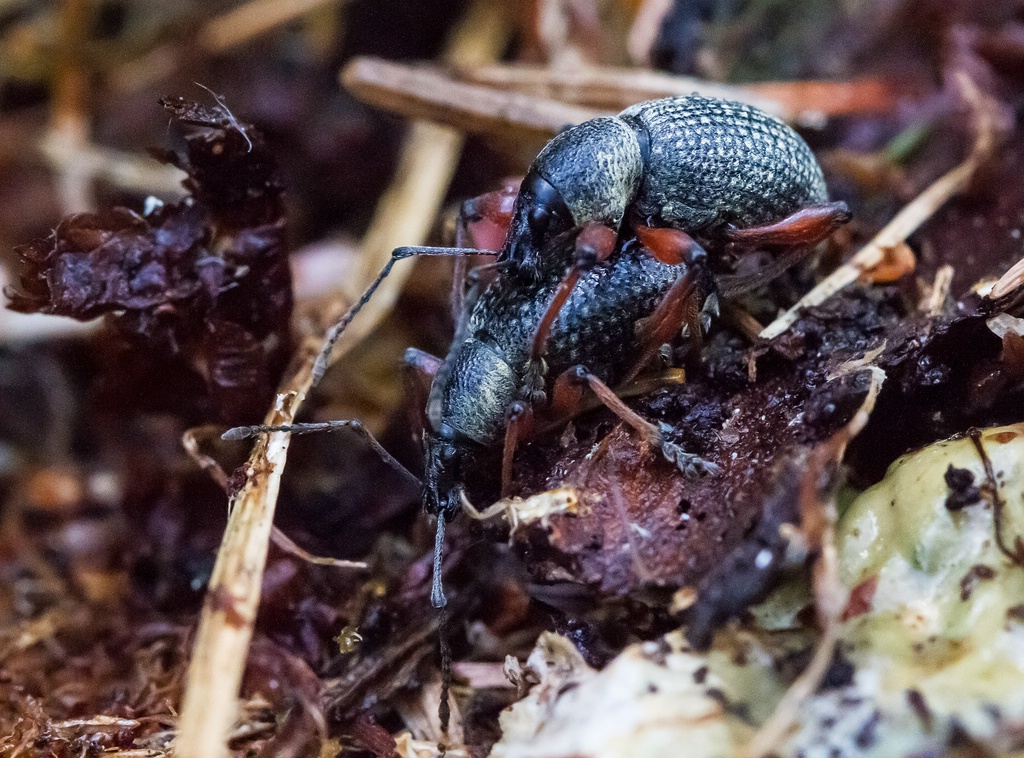
Sich paarende Fichten-Dickmaulrüssler

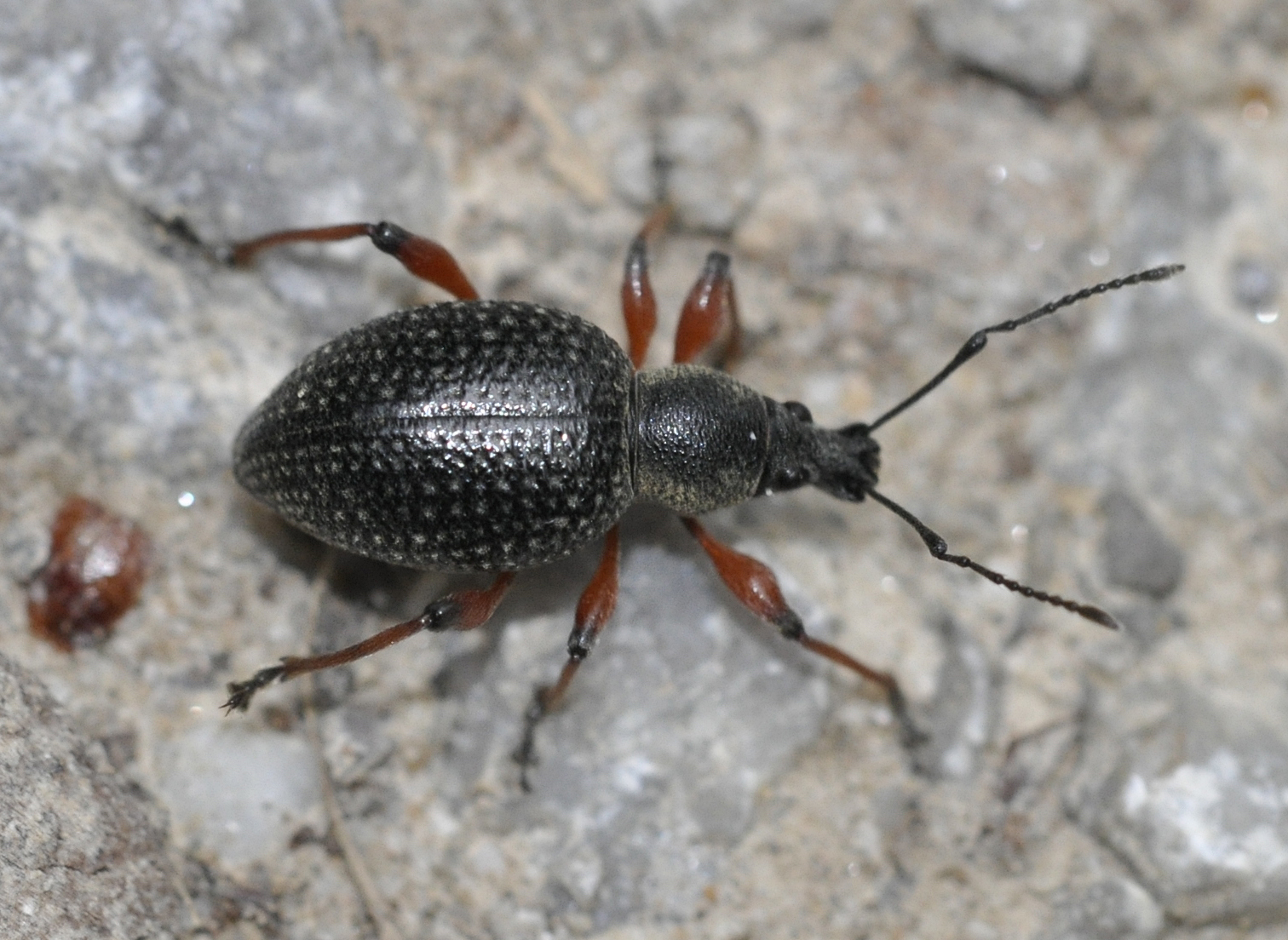
Otiorhynchus coecus

Der Schwarze Rüsselkäfer (Otiorhynchus coecus, Syn.: Otiorhynchus niger), auch als Großer Schwarzer Rüsselkäfer, Schwarzer Fichten-Dickmaulrüssler oder Fichten-Dickmaulrüssler bezeichnet, ist ein Käfer aus der Familie der Rüsselkäfer (Curculionidae) und in Europa verbreitet. 

## Merkmale
Schwarze Rüsselkäfer werden 6,5–12 mm lang. Der oval geformte und in die Länge gestreckte Körper ist lackartig und tiefschwarz gefärbt mit grob punktierten Flügeldecken. Diese Punkte sind in eine Vielzahl an Längsreihen angeordnet und ebenfalls schwarz gefärbt. Zum Körperende hin sind sie leicht zugespitzt. Die Beine sind rot bis orangefarben und die körperfernen Enden der Femora schwarz gefärbt. Der Kopf ist vorne deutlich zu einem kurzen und recht breiten Rüssel verlängert. Die Fühler haben einen ungewöhnlich langen Schaft, sodass sich ein Knick in der Mitte jeden Fühlers befindet. Erwachsene Käfer sind flügellos und folglich flugunfähig.

## Verbreitung und Lebensraum
Die Art ist in Mittel- und Südeuropa verbreitet. Bekannte Vorkommen liegen in den deutschen Mittelgebirgen, dem Alpenvorland, den Alpen selbst und dem Südwesten Polens. Dabei werden auch die Länder Österreich, Slowenien und Tschechien besiedelt.
Die Art bevorzugt Fichtenwälder mit Schwarzerlen-Vorkommen im Hügelland und Mittelgebirgen bis zur Baumgrenze. In Mitteleuropa wird das stärkste Vorkommen in Höhenlagen um 800 m verzeichnet.

## Lebensweise
Im Frühjahr kommen die Käfer aus dem Winterlager in der Nadelstreu und befressen zunächst Fichtennadeln, bevorzugt in den unteren Bereichen von Fichten. Nach der Paarung erfolgt die Eiablage der Weibchen mit bis zu 60 Eiern auf oder in den Boden. Die an Engerlinge erinnernden Larven fressen an den Wurzeln junger Nadelkulturen und Pflanzgärten und können dabei Schäden verursachen, weshalb die Art, beispielsweise im Harz, als Forstschädling gilt. Neueren Erkenntnissen zufolge richten sie in der Forstwirtschaft aber keine nennenswerten Schäden an, während es in Baumschule teilweise größere Schäden geben kann. Die Larvenentwicklung dauert zwei Jahre und nach mehreren Häutungen verpuppen sich die Larven im Boden. Erwachsene Käfer schlüpfen im Sommer und fressen bevorzugt an Schwarzerle und Birken. Der Verbrauch an Pflanzengewebe eines einzelnen Käfers beträgt während seines ganzen Lebens nur eine geringe Menge von etwa 1–2 Gramm. Erwachsene Käfer sind tagaktiv und finden sich von April bis August, häufig unter Moos, Steinen oder in der Bodenstreu, aber auch auf Fichten. Sie überwintern.

## Unterarten
- Otiorhynchus coecus coecus[2]
- Otiorhynchus coecus mequignoni[3]

## Taxonomie
Die Art wurde von Fabricius 1775 erstbeschrieben, jedoch unter dem Namen Curculio niger.
In der Literatur werden folgende Synonyme verwendet:
- Curculio ater Herbst, 1795
- Curculio multipunctatus Olivier, 1807
- Curculio niger Fabricius, 1775
- Curculio perlatus Richter, 1820
- Otiorhynchus angustatus Stierlin, 1861
- Otiorhynchus haematopus Boheman, 1843
- Otiorhynchus montanus Boheman, 1843
- Otiorhynchus rugipennis Boheman, 1843
- Otiorhynchus scrobiculatus Gyllenhal, 1834
- Otiorhynchus villisopunctatus Gyllenhal, 1834